# Ferrari 456
Ferrari 456 – samochód sportowy klasy wyższej produkowany pod włoską marką Ferrari w latach 1992–2003.

## Historia i opis modelu

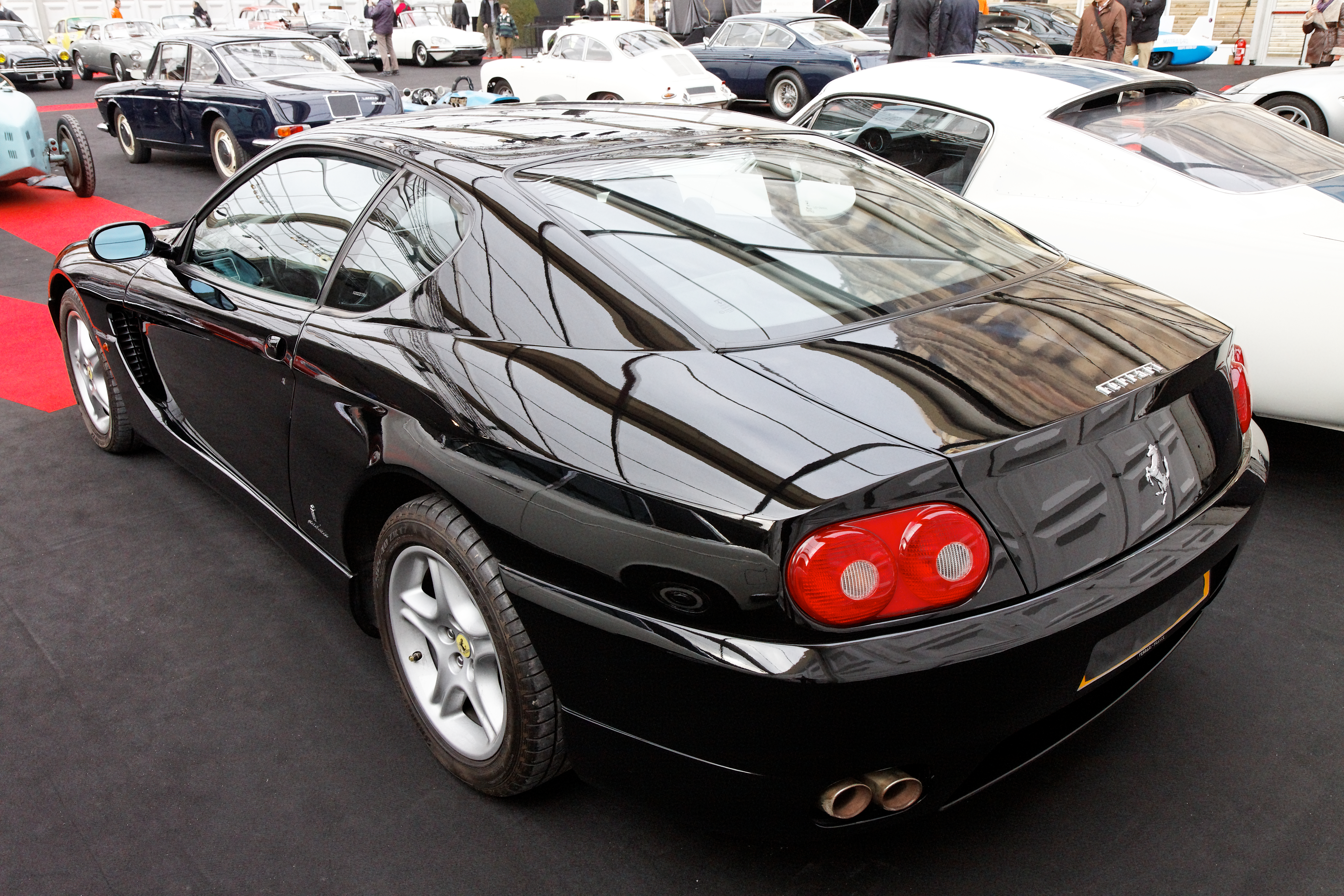
Ferrari 456 - tył

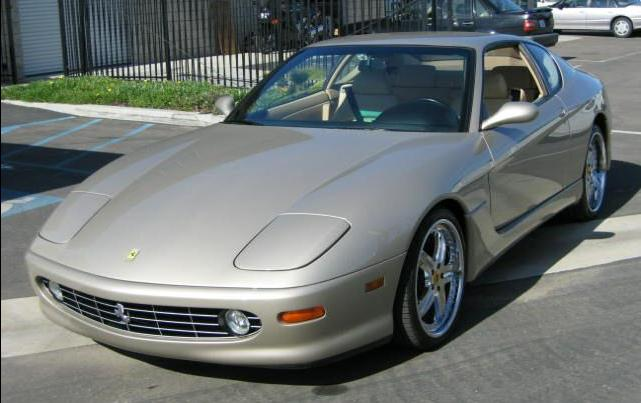
Ferrari 456M

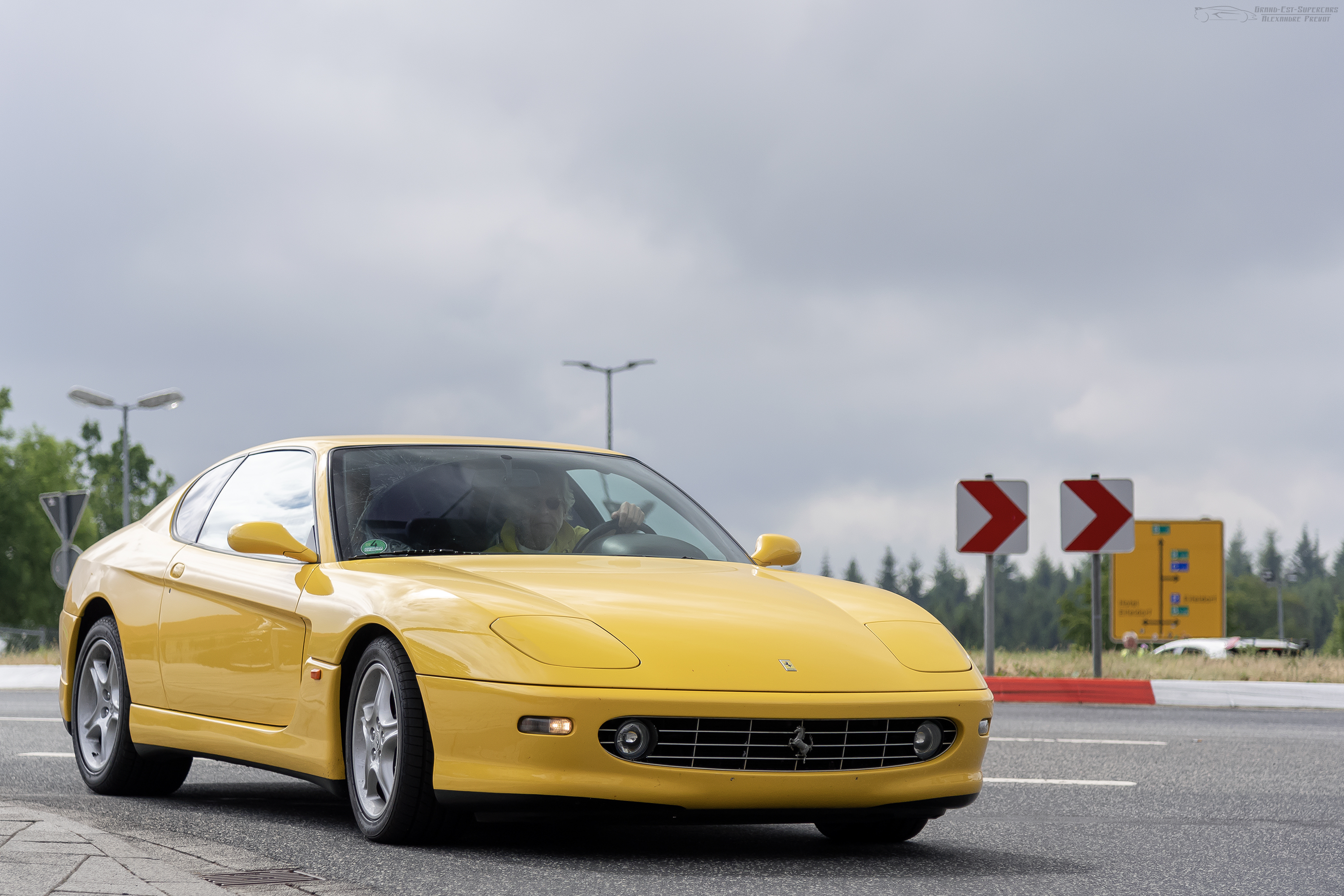
Ferrari 456M GT

Ferrari 456 zostało opracowane w ramach wieloletniego partnerstwa Ferrari i studia Pininfarina, pod kierownictwem ówczesnego szefa stylistów tego biura Lorenzo Ramaciottiego. Debiut rynkowy auta miał miejsce w 1992 roku, zastępując wówczas model 412. 
W przeciwieństwie do innych modeli frmy, 456 charakteryzowało się bardziej luksusową specyfikacją nastawioną na komfort podróżowania, posiadając do tego 4 miejsca dla pasażerów w 2 rzędach siedzeń. Dla podkreślenia innej funkcji 456 w gamie Ferrari, samochód otrzymał również łagodniejszą stylizację, z subtelnymi przetłoczeniami, umiarkowanych rozmiarów wlotami powietrza i podłużną, szpiczastą maską.
Ferrari 456 dostępne było w wersjach GT i GTA, różniących się zastosowanymi skrzyniami biegów: sześciostopniowej manualnej i czterostopniowej automatycznej. Jedynym oferowanym silnikiem był widlasty dwunastocylindrowiec o pojemności 5474 cm³ osiągający 436 KM. Nazwa 456 wzięła się od pojemności pojedynczego cylindra, który wynosi 456,16 cm³. Jednostka napędowa montowana w 456 zdobyła duże uznanie w branży, otrzymując dwukrotnie tytuł International Engine of the Year w 2000 i 2001 roku.

### Lifting
W marcu 1998 roku podczas Geneva Motor Show Ferrari przedstawiło zmodernizowany model, który zyskał nową literę w nazwie Ferrari 456M od włoskiego słowa Modificata. Wprowadzono zmiany stylistyczne oraz zmodernizowano zawieszenie i silnik. Zmieniono układ chłodzący i elektroniczny system wspomagający pracę układu napędowego. Produkcja modelu pod tą postacią trwała przez kolejne 5 lat, kiedy to włoska firma w 2003 zaprezentowała zupełnie nowy, większy i bardziej zaawansowany technicznie model Ferrrari 612 Scaglietti.

### Silnik
- V12 5.5l DOHC 436 KM

### Dane techniczne
- Układ zasilania: wtrysk Bo Mot ML2.7
- Średnica cylindra × skok tłoka: 88,00 mm × 75,00 mm
- Stopień sprężania: 10,6:1
- Zawieszenie przednie: podwójny wahacz poprzeczny, sprężyna śrubowa, stabilizator poprzeczny
- Zawieszenie tylne: podwójny wahacz poprzeczny, sprężyna śrubowa, stabilizator poprzeczny
- Hamulce przód/tył: tarczowe wentylowane/tarczowe wentylowane
- Rozstaw kół przód/tył: 1585/1606 mm

### Venice/Saloon/Spyder

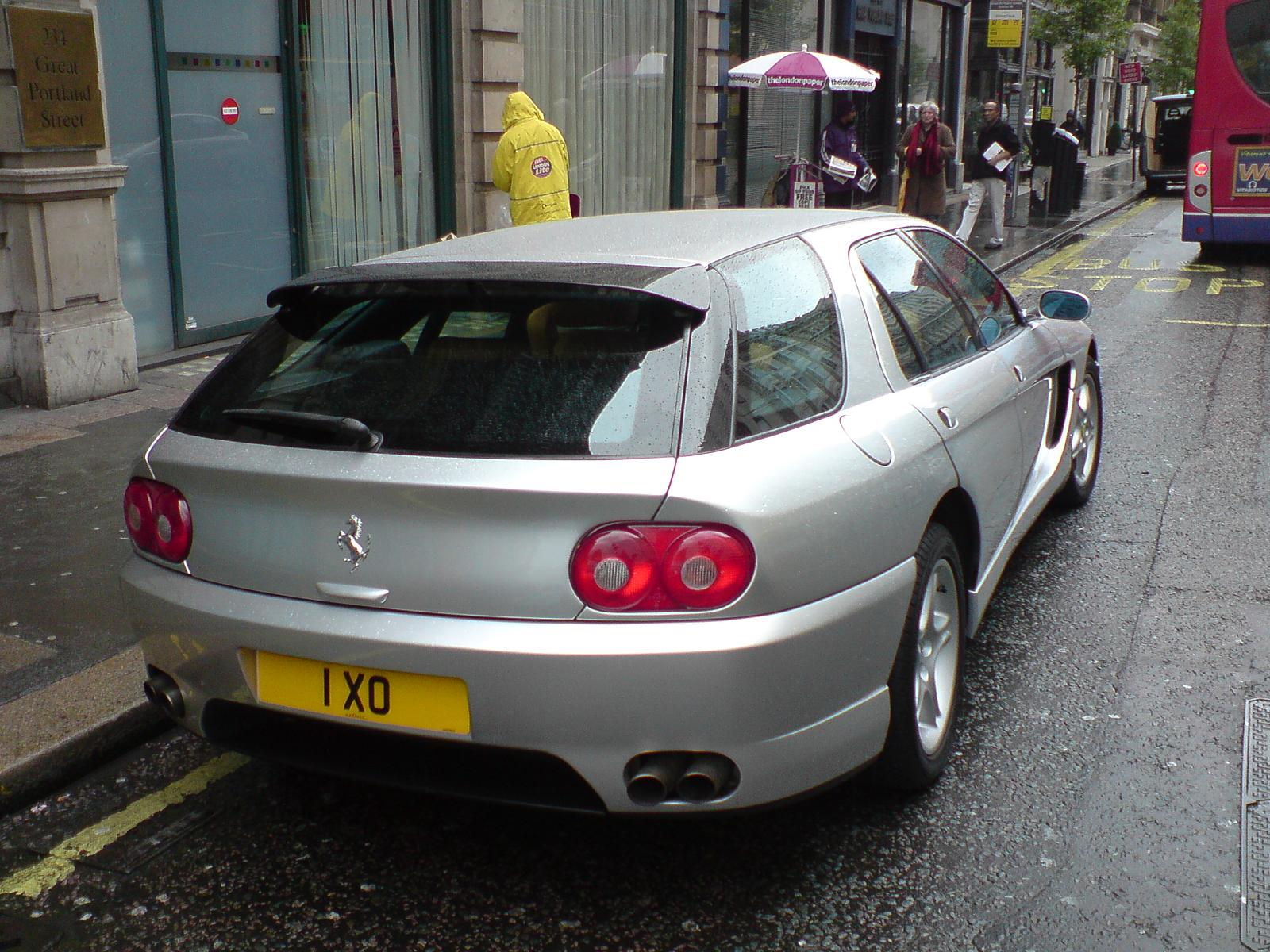
Ferrari 456 Venice - tył

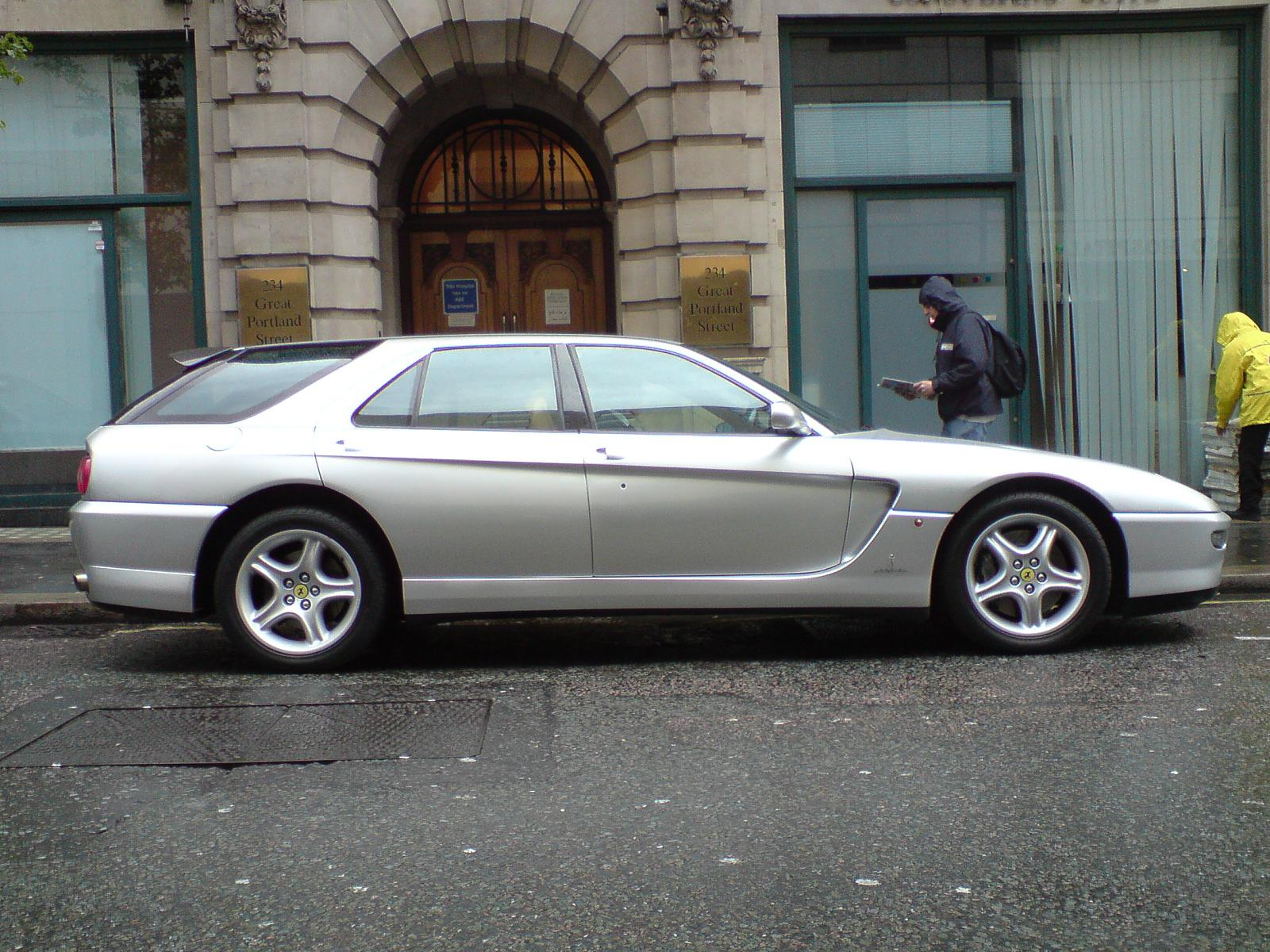
Ferrari 456 Venice - sylwetka

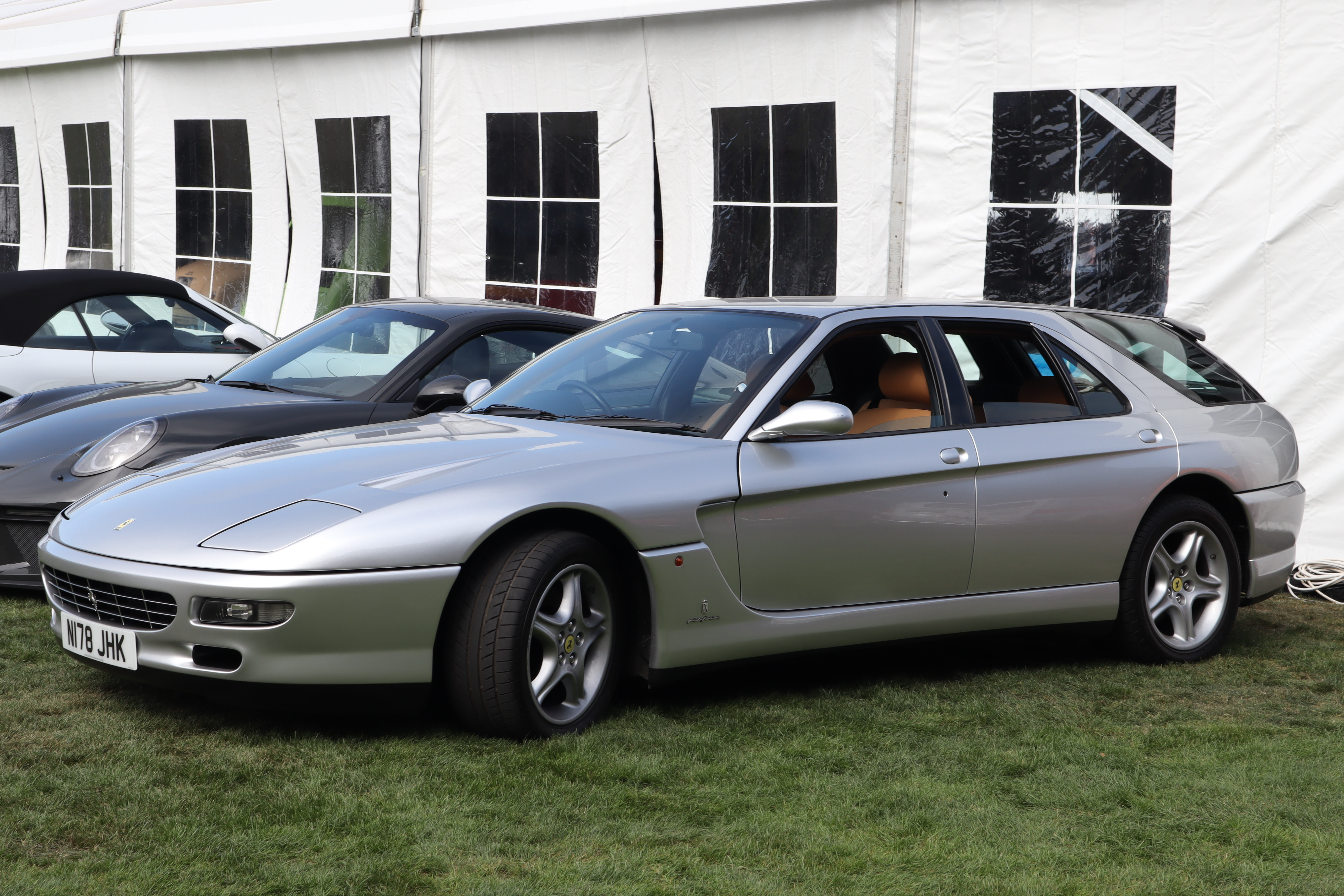
Ferrari 456 Venice w 2022

Ferrari 456 Venice został zaprezentowany po raz pierwszy w 1996 roku.
4 lata po premierze klasycznego 456 oferowanego wyłącznie jako 2-drzwiowe coupé o układzie foteli 2+2, Ferrari podjęło się realizacji kolejnego i zarazem jednego z ostatnich zleceń złożonych przez sułtana Brunei, Hassanala Bolkiah. Monarcha intensywnie rozbudowujący wówczas swoją kilkutysięczną kolekcję samochodów zwrócił się o opracowanie trzech różnych wariantów nadwoziowych, z czego głównym modelem zostało 5-drzwiowe kombi o członie Venice w nazwie.
Samochód wyróżnił się wydłużonym rozstawem osi, obszerniejszym przedziałem transportowym z przeszkleniem, a także nietypowym dla Ferrari 5-drzwiowym nadwoziem. Jednocześnie, bez zmian pozostała deska rozdzielcza, pas przedni oraz podzespoły techniczne na czele z silnikiem V12 współpracującym z automatyczną przekładnią biegów.
Ponadto, poza odmianą kombi rodzina królewska z Brunei zwróciła się o zbudowanie 4-drzwiowego sedana o podobnie jak Venice wydłużonym rozstawie osi i dwóch rzędach drzwi. Trzecim ze specjalnych modeli był z kolei 2-drzwiowy roadster o przydomku Spyder o miękkim składanym dachu, najbliższy w kształcie nadwozia do pierwotnego Ferrari 456.

### Sprzedaż
Odmiana Spyder wykonana została w najmniejszej puli egzemplarzy, powstając w 2 sztukach, które trafiły do kolekcji w Brunei. Więcej wyprodukowano wariantów sedan: 2 modele zbudowano dla Nafsasa Al Khaddaji rezydującego w Belgii, a kolejne 7 dla rodziny Sułtana. 
W nieznacznie mniejszej liczbie powstała najpopularniejsza, najszerzej opisywana i najlepiej udokumentowana odmiana 456 GT Venice. Spośród 6 wyprodukowanych sztuk, jedna została przetransportowana i zarejestrowana przez członka rodziny królewskiej sułtana Brunei żyjącego w Londynie. Samochód po raz pierwszy sfotografowano na ulicach brytyjskiej stolicy w 2010 roku, a kolejny raz samochód obszernie sfotografowano m.in. w 2018 roku udowadniając tym samym, że srebrna sztuka specjalnego modelu Ferrari jest regularnie użytkowana.

### Silnik
- V12 5.5l 436 KM